# Frédéric-Magnus de Leiningen-Dagsbourg-Hartenbourg
Frédéric-Magnus de Leiningen-Dagsbourg-Hartenbourg (en allemand Friedrich Magnus von Leiningen-Dagsburg-Hartenburg) est né à Worms (Saint-Empire) le 27 mars 1703 et est mort à Durkheim le 28 août 1756. Il était le fils du comte de Jean-Frédéric de Leiningen-Dagsbourg-Hartenbourg (1661-1722) et de la princesse Catherine de Bade-Durlach (1677-1746).

## Mariage et descendance
Le 23 novembre 1723 il se marie à Durkheim avec la comtesse Anne-Christine de Wurmbrand-Stuppach (1698-1763), fille de Jean-Guillaume de Wurmbrand-Stuppach (1670-1750) et de Susanne de Prosing (1673-1700). Le mariage aura cinq enfants :
- Charles-Frédéric-Guillaume de Leiningen (1724-1807), marié avec Christine-Wilhelmine de Solms-Rödelheim (1736-1803).
- Augusta, née et morte en 1725.
- Henri Casimir (1726-1728)
- Caroline Polyxène (1728-1782)
- Sophie Wilhelmine (1729-1815)